# Xantoastrocitoma pleomórfico
El xantoastrocitoma pleomórfico es un tipo de tumor de bajo grado (clasificación II-IV de la Clasificación de la OMS de los Tumores del Sistema Nervioso Central) derivado de los astrocitos; los cuales se vuelven indiferenciados, pudiendo expresar tanto marcadores neuronales como gliales mediante técnicas inmunohistoquímicas. Al microscopio óptico se pueden observar células, de apariencia astrocítica, pero pleomórfica; con un componente de lipidización y atipia nuclear que pueden estar o no presentes, pero que son muy típicos. Mediante técnicas de inmunohistoquimia, la presencia de depósitos de reticulina es también un dato a favor del diagnóstico patológico.
Su lugar de aparición más frecuente es el lóbulo temporal. Los grupos de edad más típicos para su incidencia son en niños y adultos jóvenes, especialmente con antecedentes de crisis comiciales, siendo el único antecedente de interés que puede ayudar en el diagnóstico.
La supervivencia media a los 5 años se estima en torno a un 80%. Como en todos los tumores de estirpe glial, la presencia al microscopio óptico de necrosis y un alto índice mitótico dan como resultado una supervivencia menor.